# Belfer z klasą
Belfer z klasą (ang. Nick Freno: Licensed Teacher, 1996–1998) – amerykański serial komediowy stworzony przez Richarda Gurmana i Marca Warrena. Wyprodukowany przez Warner Bros. Television i Warren Rinsler Productions.
Jego światowa premiera odbyła się 28 sierpnia 1996 roku na kanale The WB. Emisja zakończyła się 3 maja 1998 roku. W Polsce serial nadawany dawniej w telewizji TVN.

## Obsada
- Mitch Mullany jako Nick Freno
- Giuseppe Andrews jako Miles Novacek (1997-1998)
- Portia De Rossi jako Elana Lewis (1996-1997)
- Cara DeLizia jako Sarah (1996-1997)
- Kyle Gibson jako Davey Marcucci (1996-1997)
- Reggie Hayes jako Mezz Crosby (tylko odcinek pilotowy)
- Clinton Jackson jako Mezz Crosby
- Jonathan Hernandez jako Orlando Diaz (1996-1997)
- Blake Heron jako Jordan Wells (1997-1998)
- Andrew Levitas jako Marco Romero (1997-1998)
- Ross Malinger jako Tyler Hale (1996-1997)
- Stuart Pankin jako Kurt Fust (1996-1997)
- Jane Sibbett jako doktor Katherine Emerson (1997-1998)
- Christina Vidal jako Sophia Del Bono (1997-1998)
- Malinda Williams jako Tasha Morrison (1997-1998)

### Pozostali
- Charles Cyphers jako Al Yaroker
- Mila Kunis jako Anna-Maria Del Bono
- Sid Newman jako Phil Sussman

## Nagrody i nominacje

### Young Artist Award
- 1997 – Cara DeLizia, Kyle Gibson, Jonathan Hernandez, Ross Malinger i Arjay Smith - wygrana w kategorii Best Performance in a TV Series - Young Ensemble
- 1997 – wygrana w kategorii Best Family TV Comedy Series

### ALMA Award
- 1998 – Jonathan Hernandez - nominacja w kategorii Outstanding Actor in a Comedy Series